# Естел Парсънс
Естел Парсънс (на английски: Estelle Parsons) е американска актриса. 

## Биография
Естел Парсънс е родена на 20 ноември 1927 година в Лин, Масачузетс. Майка й, Елинор Ингеборг (по рождение Матсон), е родом от Швеция, а баща й Ебен Парсънс е с английски произход. 
Тя посещава училище Оук Гроув за момичета в Мейн. След като завършва колежа в Кънектикът през 1949 г., Парсънс първоначално учи право в Бостънския университет, а след това работи като певица с група, преди да се заеме с актьорска кариера в началото на 1950-те години.

### Кариера
След като учи право Естел Парсънс става певица, преди да реши да продължи кариерата си като актриса. Тя работи за телевизионната програма „Тудей“ и дебютира на сцената през 1961 г. През 1960-те години създава кариера си на Бродуей, преди да се захване с филми. Тя печели Оскар за най-добра поддържаща женска роля за ролята си на Бланш Бароу в „Бони и Клайд“ (1967), също така е номинирана в същата категория за работата си в „Рейчъл, Рейчъл“ (1968).
Тя работи много в киното и театъра през 1970-те години на миналия век, а по-късно режисира няколко продукции на Бродуей. В телевизията най-известната й роля е на  Бевърли Харис, майка на главния герой, в ситкома „Розана“. Тя е номинирана пет пъти за наградата Тони, четири пъти за главна актриса на пиеса и веднъж за избрана актриса. През 2004 г. Естел Парсънс е въведен в Залата на славата на американския театър.

### Личен живот
Естел Парсънс се омъжва за писателя Ричард Геман през 1953 г. Те имат дъщери близначки, репортерката Аби и актрисата Марта Геман. Развеждат се през 1958 г.  Нейният внук, синът на Аби, е бившият гард/текъл на Чикаго Беърс и Джаксънвил Джагуарс, Ебен Бритън, кръстен на своя прадядо, бащата на Естел.  През януари 1983 г. Естел Парсънс се омъжва за 10-годишния си партньор Питър Зимрот, който е служил като помощник прокурор на САЩ и помощник окръжен прокурор.  Те осиновяват син Ейбрахам, роден през февруари 1983 г.  Зимрот почива на 8 ноември 2021 г.

## Избрана филмография
| Година | Филм         | Оригинално заглавие | Роля        | Режисьор  |
| ------ | ------------ | ------------------- | ----------- | --------- |
| 1967   | Бони и Клайд | Bonnie and Clyde    | Бланш Бароу | Артър Пен |